# Alpár József Szabó
Alpár József Szabó (* 26. Juli 1990 in Kecskemét) ist ein ungarischer Volleyballspieler.

## Karriere
Szabó begann seine Karriere 2008 bei Kecskeméti Sport Egyesület. Mit dem Verein wurde er im ungarischen Pokal und in der Meisterschaft jeweils Zweiter. 2009 wechselte er zu Fino Kaposvár. Dort gewann der Mittelblocker dreimal in Folge das Double aus Pokal und Meisterschaft. Außerdem spielte er mit dem Verein im Europapokal. 2010 gab Szabó sein Debüt in der ungarischen Nationalmannschaft. In der Saison 2012/13 spielte er erstmals außerhalb Ungarns bei belgischen Verein VBC Waremme. Danach kehrte er in die Heimat zurück. 2013/14 wurde er mit dem Gorter Kecskeméti Röplabda Club Meister und Pokalsieger und wurde als bester Mittelblocker der Liga ausgezeichnet. Die gleichen Erfolge gelangen ihm in der folgenden Saison mit Fino Kaposvár. Außerdem war er in beiden Spielzeiten im europäischen Challenge Cup aktiv. 2015 wechselte Szabó zum finnischen Verein Korson Veto, der ein Jahr später in Vantaa Ducks umbenannt wurde, und erhielt eine Auszeichnung als bester Blocker der Liga. 2017 nahm er mit der Nationalmannschaft an der Europaliga teil. 2018 wurde der Mittelblocker vom deutschen Bundesligisten WWK Volleys Herrsching verpflichtet. In der Saison 2018/19 wurde Szabó zum besten Mittelblocker der Bundesliga ausgezeichnet. Anschließend wechselte er innerhalb der Liga zu den Volleyball Bisons Bühl, wo er als Kapitän für zwei Spielzeiten aktiv war.